# Terrorizer
Pour le magazine musical, voir Terrorizer (magazine).
Terrorizer est un groupe de grindcore et death metal,, américain, originaire de Los Angeles, en Californie.  Terrorizer est considéré comme une référence dans le genre, en partie du fait de son line-up, issu de Morbid Angel (David Vincent, Pete Sandoval), Napalm Death (Jesse Pintado) et Nausea (Oscar Garcia).
À la suite de leur premier album, World Downfall, sorti en 1989, une nouvelle production studio voit le jour en juillet 2006. Celle-ci, intitulée Darker Days Ahead continue sur la voie de son prédécesseur avec une maîtrise remarquable, faisant de cet album aux nombreux titres forts (Crematorium, The Dead Shall Rise) une pièce remarquable.

## Biographie
Le groupe publie son premier album, World Downfall, en 1989. Il est l'un des classiques dans le genre grindcore. Un album comprenant deux sessions de répétitions du groupe en 1987 est publié en 2003.
Au début de 2005, Terrorizer semblerait s'être de nouveau former avec les membres originaux ; cependant, seuls Jesse Pintado et Pete Sandoval reviennent. Le groupe publie son deuxième album, Darker Days Ahead, en août 2006, au label Century Media Records. Tony Norman (Morbid Angel) se joint à la guitare et à la basse, et Anthony Rezhawk se joint comme chanteur. Pintado enregistre et joue quelques concerts avec le groupe de Rezhawk, Resistant Culture, qui lui demande de se joindre à Terrorizer. Dans la semaine de la sortie de l'album, Pintado meurt des suites de complications de santé. En 2009, Terrorizer publie une nouvelle démo, Hordes of Zombies, sur MySpace.
En juin 2011, Terrorizer signe avec Season of Mist, et publie son troisième album, Hordes of Zombies, le 28 février 2012. La guitariste de Resistant Culture, Katina Culture, remplace Pintado et David Vincent se joint à la basse. En novembre 2012, le batteur Pete Sandoval annonce que Terrorizer a commencé à écrire un quatrième album.

## Terrorizer LA
En 2014, Oscar Garcia est invité par la sœur de Jesse Pintado à former un nouveau Terrorizer (une version connue sous le nom de Terrorizer LA or TLA) pour un festival célébrant ce qui devait être les 45e ans de Jesse Pintado,.

## Membres

### Membres actuels
- Pete Sandoval – batterie (1986–1989, 2005–2006, depuis 2009)
- Lee Harrison – guitare (depuis 2013)
- Sam Molina – chant, basse (depuis 2013)

### Anciens membres
- Oscar Garcia – chant (1986–1989), guitare (1988–1989)
- Alfred « Garvey  » Estrada – basse (1986–1989)
- Jesse Pintado – guitare (1986–1988, 2005–2006)
- Tony Norman – guitare (2009-2011), basse (2005–2006, 2009-2011)
- David Vincent – basse (1989, 2011–2013)
- Anthony Rezhawk – chant (2005–2006, 2009-2013)
- Katina Culture – guitare (2011–2013)

## Discographie
- 1989 : World Downfall
- 2003 : From the Tomb(réédition de démos de 1987)
- 2006 : Darker Days Ahead
- 2012 : Hordes of Zombies
- 2018 : Caustic Attack